# Carl Degenhardt
Carl Degenhardt, auch Karl Degenhardt (* 21. September 1876 in Mühlhausen, Provinz Sachsen als Carl Gottfried Degenhardt; † 11. April 1950 in Berlin), war ein deutscher Bankmanager. Er war von 1921 bis 1933 Präsident der Sächsischen Staatsbank und von 1945 bis 1946 Präsident der Sächsischen Landesbank.

## Leben und Wirken
Nach dem Schulbesuch in seiner Geburtsstadt Mühlhausen machte er dort eine Banklehre bei der Vereinsbank und war danach in Mannheim, Hannover und weiteren Städten als Bankbeamter tätig. Im Jahr 1912 trat er in den Vorstand des Chemnitzer Bankvereins ein. Am 11. Oktober 1919 begann er seine Tätigkeit bei der Sächsischen Staatsbank in Dresden, in der er 1921 zum Staatsbankpräsidenten und Vorstandsvorsitzenden ernannt wurde. Zudem war er u. a. Vorstandsmitglied der Sächsischen Landespfandbriefanstalt, Direktoriumsmitglied der Thüringischen Staatsbank und Aufsichtsratsvorsitzender der Aktiengesellschaft für Haus- und Grundbesitz in Leipzig.
Nach der Machtübernahme durch die Nationalsozialisten wurden Degenhardt und weitere Führungsmitglieder der Sächsischen Staatsbank auf Weisung des sächsischen Gauleiters und Reichstatthalters Martin Mutschmann am 27. Mai 1933 in „Schutzhaft“ genommen. Dagegen protestierten neben seinem Rechtsanwalt auch Reichswirtschaftsminister Kurt Schmitt und Reichsbankpräsident Hjalmar Schacht bei Adolf Hitler, da der Vorgang sowohl auf nationaler als auch auf internationaler Ebene in Wirtschaftskreisen Aufsehen erregt hatte. So legten auch der US-Botschafter William Edward Dodd und amerikanische Bankiers, die der Sächsischen Staatsbank Kredite gewährt hatten, Protest ein. Am 24. Juni 1933 wurde Degenhardt, der zum 1. Mai 1933 der NSDAP beigetreten war (Mitgliedsnummer 2.978.431), schließlich wieder aus der Haft in der SA-Führerschule Struppen entlassen, nachdem er eine von ihm verlangte Verzichtserklärung für seine Stellung als Staatsbankpräsident und alle damit verbundenen Ämter unterzeichnet hatte.
Nach dem Ende des Zweiten Weltkrieges war Degenhardt von August 1945 bis März 1946 Präsident der Sächsischen Landesbank und ihres Direktoriums. Im März 1946 wurde er wegen angeblicher Verstöße gegen Anordnungen der sowjetischen Besatzungsmacht seines Amtes enthoben, kurzfristig verhaftet und ein Strafverfahren gegen ihn eingeleitet. Bereits im Juni 1946 erfolgten der Freispruch und die Entlassung aus der Haft. Von November 1946 bis Oktober 1948 wirkte er als Geschäftsführer der Liquidationskommission für SAG-Betriebe. Anschließend war er bei der Investitionsbank Berlin tätig.
Seit 8. November 1933 war er mit Irmgard geborene von Lilienthal verheiratet. Die Eheschließung fand in Dresden statt.
Seinen Lebensabend verbrachte er in der Sommerfeldsiedlung Kuckuckswald in Kleinmachnow, Land Brandenburg. Er starb 1950 im Berliner St. Hedwigs-Krankenhaus.